# شهادة حاجة
شهادة الحاجة شهادة موافقة تمنحها تصدرها وكالة رسمية للتخطيط الصحي، إلى المرافق الصحية المختلفة، تؤيد بها اقتراحًا بإنشاء مرفق طبي أو تعديله مما يستتبع نفقات كبيرة أو تقديم خدمات صحية جديدة أو مختلفة.